# بربارة مارتن
بربارة مارتن (بالإنجليزية: Barbara Martin)‏ هي مغنية أمريكية، ولدت في 1 يونيو 1943 في ديترويت في الولايات المتحدة.

## وصلات خارجية
- بربارة مارتن على موقع ميوزك برينز (الإنجليزية)
- بربارة مارتن على موقع ديسكوغز (الإنجليزية)